# Iu Forn
Iu Forn i Piquer (Badalona, 1962) es un periodista catalán.
Fue colaborador del diario ARA desde sus inicios el 2010 y de la revista El Jueves desde el 1992. Anteriormente había escrito una columna diaria al diario Avui llamada Passa-ho! Desde el año 2004 y hasta el 2010 y a la edición del Barcelonés Norte del diario El Punt. Una de sus columnas, titulada Manual del buen golpista, le valió la presentación de seis querellas y una denuncia por injurias al Ejército, todas ellas archivadas después de varios recursos presentados por los querellantes.
Durante tres años (2004 a 2007), Forn fue subdirector y guionista del programa Telemonegal. También ha sido colaborador del programa El Club de Tv3. Anteriormente había trabajado a TVE, Tele 5, Antena 3 y Euskal Telebista.
Ha trabajado a Cadena 13, Radio 4, Radio 1, COM Radio, Ola Catalana, Catalunya Ràdio, Cataluña Cultura. Ha sido colaborador del Versió RAC1 a RAC1 y de La transmisió de en Puyal a Catalunya Ràdio. Presentó una sección de crítica de los medios a La tribu de Catalunya Ràdio. Tras trabajar en el diario digital El Nacional, actualmente dirige la Agencia Catalana de Noticias.

## Otros
Es autor de varios libros:
- Mí Cuaderno azul (De Bolsillo, 2001)
- Jordi Colina en el país de las caramelles (Ángulo Editorial, 2003)
- El tripartito visto desde Madrit (Roca Editorial, 2004)
- Diccionario (abreviado) del buen culer (Viena Ediciones, 2007)
- Recortes de la prensa seria (Ediciones El Jueves, 2008)
- El candidato (Ahora Libros, 2009)
- Diario de un progre desconcertado (Ara Llibres, 2010)

Fue vocal del Colegio de Periodistas de Cataluña entre 2006 y 2007.